# الحادث البحري بين إيران واليونان عام 2022
في 19 أبريل 2022، استولت السلطات اليونانية على ناقلة لانا التي ترفع العلم الإيراني، بيغاس سابقًا، وعلى متنها 19 من أفراد الطاقم الروسي، في جزيرة إيفيا الجنوبية، مما أدى إلى وقوع حادث دولي.
وربطت السلطات اليونانية العقوبات الروسية التي فرضها الاتحاد الأوروبي بعد الغزو الروسي لأوكرانيا في فبراير الماضي بمصادرة الناقلة في اليونان. وردت إيران على الحدث باحتجاز ناقلتين يونانيتين بعد أن أصدرت تهديدًا باتخاذ «إجراءات عقابية» ضد اليونان. تم اتخاذ هذا الإجراء بعد أن أعلنت اليونان أنها ستسلم 700 ألف برميل من النفط الخام الإيراني من سفينة ترفع العلم الروسي كانت قد صادرتها. ولم يتضح ما إذا كانت الشحنة مصادرة لأنها نفط إيراني أم لأن الناقلة كانت خاضعة لعقوبات بسبب صلاتها بروسيا.

## خلفية
في الماضي، استولت إيران على ناقلات النفط كاسترداد في الخليج العربي ومضيق هرمز عندما تم إيقاف أو مصادرة السفن التي تحمل النفط الإيراني.
بعد أن أوقفت المملكة المتحدة ناقلة نفط إيرانية في جبل طارق في عام 2019، سيطرت إيران على سفينة بريطانية. في نزاع حول قرار كوريا الجنوبية تجميد دخلها النفطي ردا على العقوبات الاقتصادية الأمريكية، احتجزت إيران ناقلة كورية جنوبية في عام 2020. كما سيطرت القوات البحرية الإيرانية مؤقتًا على ناقلة وقود فيتنامية وناقلة ترفع علم بنما.

## حادث
في 19 أبريل 2022، تعرضت السفينة بيغاس التي ترفع العلم الروسي، والتي كانت تحمل النفط الإيراني وتسافر عبر المياه الدولية في بحر إيجة، لأضرار أثناء طريقها إلى بيلوبونيز. حسب تقرير وکالة فارس للأنباء تم الاستيلاء على لانا وحمولتها في كاريستوس اليونانية بعد أن واجهت السفينة مشكلة في المحرك واضطرت إلى الرسو في المنطقة وسط أمواج هائجة وبينما كانت متوجهة إلى شبه جزيرة بيلوبونيز الجنوبية حيث كان من المقرر أن تفرغ حمولتها إلى ناقلة أخرى. بناءً على أوامر من هيئة مكافحة غسل الأموال، صادر مسؤولو الميناء في منطقة كاريستوس في إيفيا السفينة. كان سبب هذه الخطوة هو أنها مملوكة لبنك برومسفياز بنك الروسي، الذي كان خاضعًا لعقوبات الاتحاد الأوروبي.
في 20 أبريلT طلبت وزارة العدل الأمريكية تجميد شحنة بيغاس من خلال الادعاء بأن عائدات البيع ستستخدم في تمويل الإرهاب. استند الطلب الأمريكي إلى العقوبات المفروضة على إيران عندما قررت إدارة ترامب سحب خطة العمل الشاملة المشتركة في عام 2018. ومع ذلك، استمر الاتحاد الأوروبي والدول الأعضاء فيه في الالتزام. ولم يتضح ما إذا كانت الشحنة قد تم الاستيلاء عليها لأنها نفط إيراني أم لأن الناقلة كانت خاضعة لعقوبات بسبب صلاتها بروسيا. العقوبات الأمريكية منفصلة عن إيران وروسيا.
في مايو، استولت القوات الإيرانية على ناقلتين يونانيتين واحتجزت الطاقم كرهائن في الخليج الفارسي، وقادت السفن إلى المياه الإقليمية الإيرانية. تم اتخاذ هذا الإجراء بعد أن أعلنت اليونان أنها ستسلم 700 ألف برميل من النفط الخام الإيراني من سفينة ترفع العلم الروسي كانت قد صادرته.

## ما بعد الكارثة
في 8 يونيو، ألغت محكمة يونانية حكمًا سابقًا يسمح للولايات المتحدة بأخذ جزء من الشحنة على متن الناقلة التي ترفع العلم الإيراني بالقرب من الساحل اليوناني. في 27 يونيو، تم رفع الحجز، وفقًا لمصدر في شرطة الموانئ اليونانية، مما سمح للانا باستئناف رحلتها. ومع ذلك، تم احتجازها من قبل شركة أخرى بسبب خدمات القطر قبل دفع هذا الدين وقطر السفينة إلى بيرايوس.

## ردود أفعال
وصفت طهران عملية الاستيلاء على أثينا بأنها «عمل قرصنة» و «انتهاك للمعايير الدولية». قال المرشد الأعلى للثورة الإسلامية السيد علي خامنئي، أن استيلاء طهران على ناقلات نفط يونانية جاء انتقامًا من أثينا لأنها «سرقت» النفط الإيراني. وأضاف مخاطبا «أعداء» البلاد «أنتم من سرق نفطنا». وفقًا لسينا أزودي، المتخصص في شؤون إيران في المجلس الأطلسي في واشنطن، كان الهدف الرئيسي، هو توضيح للغرب أن أي مصادرة أخرى لسفن النفط ستواجه ردًا مماثلًا.
نددت الولايات المتحدة بمصادرة السفينتين اللتين ترفعان العلم اليوناني. ونددت وزارتا خارجية ألمانيا وفرنسا باحتجاز الناقلتين اليونانيتين وحثتا طهران على الإفراج عن السفينتين وطاقمهما. ووصفت التصريحات بـ«المنحازة» و «التدخل غير المناسب» من قبل الإدارة الإيرانية. أدانت طهران بشدة بيان فرنسا وألمانيا بشأن ناقلات النفط اليونانية المضبوطة.
وصف وزير البحرية التجارية اليونانية يوانيس بلاكيوتاكيس الاستيلاء الإيراني بأنه تهديد لسلامة الشحن والتجارة.

## أنظر أيضا
- حادثة البحرية الأمريكية الإيرانية 2021
- أزمة الخليج الفارسي 2019-2021
- حادث البحرية الأمريكية الإيرانية لعام 2016
- النزاع البحري الأمريكي الإيراني 2008
- أزمة الخليج الفارسي 2019
- حادثة خليج عمان في يوليو 2021
- حادثة خليج عمان في أغسطس 2021
- العلاقات اليونانية الإيرانية